# My Name Is (Reich)
Pour les articles homonymes, voir My Name Is (homonymie).
My Name Is est une œuvre du compositeur américain Steve Reich écrite en 1967 pour bande magnétique.

## Historique
Cette pièce pour bande magnétique fut écrite en 1967, et fait suite à Buy Art, Buy Art, courte pièce expérimentales fruit d'une commande d'une galeriste de Philadelphie, dont Reich adapte le procédé et le formalise en en faisant la transcription musicale. My Name Is est constitué d'enregistrements des noms des personnes du public, qui sont ensuite remixés, mis en boucles, et déphasés les uns par rapport aux autres. La première mondiale fut donnée en novembre 1967 à la School of Visual Arts de New York avec Arthur Murphy et Marcel Duchamp dans le public. 